# Aigle Azur (1970)
Aigle Azur war eine französische Fluggesellschaft mit Sitz in Paris und Basis auf dem Flughafen Paris-Orly. Nach der am 2. September 2019 angemeldeten Insolvenz wurde ab dem 7. September 2019 der Flugverkehr eingestellt.

## Geschichte

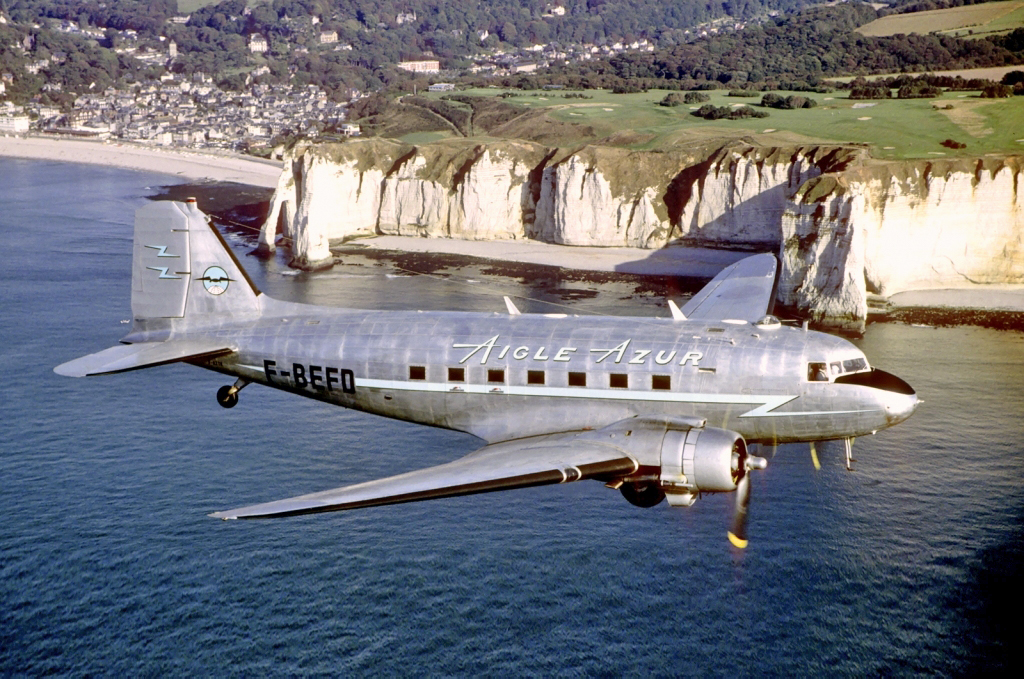
Eine DC-3 in historischer Aigle-Azur-Bemalung vor den Klippen von Étretat

Der Name Aigle Azur (deutsch „azurblauer Adler“) hat in Frankreich eine lange Tradition. Die erste Fluggesellschaft dieses Namens, Aigle Azur (1946) war die erste privatwirtschaftlich betriebene des Landes. Sie wurde 1946 von dem Unternehmer Sylvain Floirat zunächst unter dem Namen Société Coopérative Aérienne de Transports Méditerranéens, L'Aigle Bleu gegründet und noch im selben Jahr in Aigle Azur umbenannt. Am 1. Mai 1955 wurde Aigle Azur samt ihrer verbliebenen Flotte von der Union Aéromaritime de Transport (UAT) übernommen.
Die Fluggesellschaft wurde 1970 mit dem Namen Lucas Aviation gegründet, wurde später in Lucas Aigle Azur umbenannt und begann, regionale Linienflüge aufzunehmen. Im Mai 2001 wurde die Fluggesellschaft durch die GoFast-Gruppe übernommen und gab sich den zuletzt gültigen Namen.
Im November 2017 übernahm David Neeleman rund ein Drittel der Aktien, daneben befindet sich nicht ganz die Hälfte der übrigen Aktien im Besitz der HNA Group, welche wiederum genauso wie David Neelman Aktien der Azul und TAP Air Portugal hält.
Am 2. September 2019 meldete Aigle Azur Insolvenz an, woraufhin ab dem 7. September der Flugverkehr eingestellt wurde. Bis Mitte September abgegebene Angebote zur Rettung wurden als unzureichend zurückgewiesen. Ein Pariser Gericht entschied sodann Ende September, dass keines der bis dahin abgegebenen Übernahmeangebote konkret und zukunftssicher genug sei. Unter den potentiellen Bietern fanden sich frühere Führungspersonen der Air France sowie die Aigle-Azur-Minderheitsgesellschafterin Lu Azur. Infolge der Entscheidung wurde die Liquidation des insolventen Unternehmens eingeleitet; betroffen zeichneten rund 1150 Mitarbeiter.

## Flugziele
Aigle Azur betrieb in erster Linie ein dichtes Netz an Verbindungen zwischen französischen Städten und zahlreichen Zielen in Algerien. Darüber hinaus wurden Flüge in den Libanon und den Senegal, sowie nach Mali, Portugal, Russland, Brasilien und China angeboten. Im deutschsprachigen Raum wurden Berlin-Tegel und Köln/Bonn bedient.

## Flotte

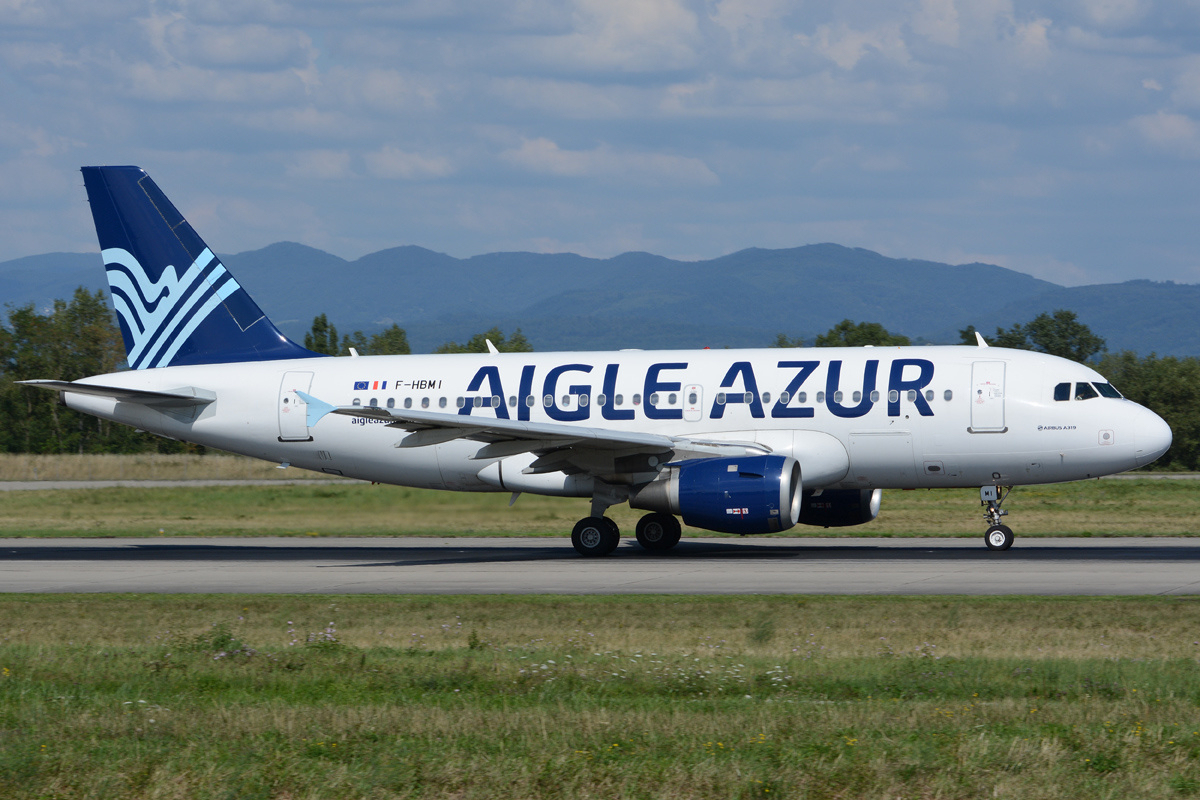
Airbus A319-100 der Aigle Azur

### Flotte bei Betriebseinstellung
Zum Zeitpunkt der Einstellung des Flugbetriebs bestand die Flotte der Aigle Azur aus elf Flugzeugen mit einem Durchschnittsalter von 11,4 Jahren.
| Flugzeugtyp     | Anzahl | bestellt | Anmerkungen                          | Sitzplätze |
| --------------- | ------ | -------- | ------------------------------------ | ---------- |
| Airbus A319-100 | 1      |          | betrieben für TAP Air Portugal       | 144        |
| Airbus A320-200 | 8      |          | einer betrieben für TAP Air Portugal | 174 180    |
| Airbus A330-200 | 2      |          | von Air Berlin übernommen            | 287        |
| Gesamt          | 11     | —        |                                      |            |

### Zuvor eingesetzte Flugzeuge
In der Vergangenheit betrieb Aigle Azur unter anderem folgende Flugzeugtypen:
- Airbus A321-200
- Boeing 737-200/-300/-400
- Saab 340